# Hasarius insularis
Espèce
Hasarius insularis est une espèce d'araignées aranéomorphes de la famille des Salticidae.

## Distribution
Cette espèce endémique de Socotra au Yémen.

## Systématique et taxinomie
Cette espèce ne doit pas être confondue avec Hasarius insularis Keyserling, 1881 aujourd'hui Chalcotropis insularis (Keyserling, 1881).

## Publication originale
- Wesołowska & van Harten, 2002 : Contribution to the knowledge of the Salticidae (Araneae) of the Socotra Archipelago, Yemen. Fauna of Arabia 19: 369-389.